# Phan Văn Đường
Phan Văn Đường (15 tháng 10 năm 1921 – 29 tháng 1 năm 1998) là một sĩ quan cấp cao của Quân đội nhân dân Việt Nam, hàm Thiếu tướng, nguyên Phó Chính uỷ Quân khu 4, Uỷ viên Thường trực Uỷ ban Kiểm tra Đảng uỷ Quân sự Trung ương.

## Tiểu sử
Phan Văn Đường sinh ngày 15 tháng 10 năm 1921 tại xã Nghĩa Hòa, huyện Tư Nghĩa, tỉnh Quảng Ngãi. Tham gia Cách mạng từ năm 1944, đến tháng 8 năm 1946 thì ông được kết nạp vào Đảng Cộng sản Việt Nam. Trong cuộc đời binh nghiệp, ông đã từng giữ nhiều chức vụ trong Quân đội nhân dân Việt Nam từ cấp địa phương cho đến cấp quân khu như Tham mưu trưởng Tỉnh đội Khánh Hòa, Chủ nhiệm Chính trị Quân khu 4.
Sau khi về hưu vào tháng 10 năm 1987, ông là Chủ tịch Hội Cựu chiến binh quận Tân Bình. Ngày 29 tháng 1 năm 1998, ông qua đời tại Bệnh viện Trung ương Quân đội 108, hưởng thọ 77 tuổi và an táng tại Nghĩa trang thành phố Hồ Chí Minh.
Ngày 2 tháng 9 năm 2009, để thực hiện nguyện vọng khi còn sống của ông, một Quỹ khuyến học Phan Văn Đường đã được gia đình và Thiếu tướng Trần Tiến Cung lập ra ở quê nhà Nghĩa Hòa. Quỹ được quản lý bởi chính quyền địa phương và hoạt động vì mục đích giáo dục. Từ năm 2011, trường tiểu học của xã cũng được đặt theo tên ông. Để tri ân những đóng góp của ông cho quê hương, một Nhà tưởng niệm Phan Văn Đường đã được xây dựng ở quê nhà Nghĩa Hòa.

## Khen thưởng
- Huân chương Độc lập hạng Ba.[1]

## Gia đình
- Vợ: Nguyễn Thị Huầy.[11]
- Con trai:[12]
  - Phan Nam, nguyên Tiểu đoàn trưởng thuộc Lữ đoàn Công binh 414, Quân khu 4.
  - Phan Tử Bình, hàm Đại tá, Phó hiệu trưởng Trường 17, Tổng cục Kỹ thuật.
  - Phan Anh Việt, hàm Trung tướng, nguyên Tổng cục phó Tổng cục Tình báo, Phó giám đốc Học viện Quốc phòng.
- Con gái:[12]
  - Phan Thị Cẩm Vân, hàm Trung tá, bác sĩ Bệnh viện Quân y 175.
  - Phan Thị Hải Dương, bác sĩ Bệnh viện Quân y 4.

### Tư liệu
- Bùi Hồng Nhân (2001). Quảng Ngãi đất nước – con người – vǎn hóa. Quảng Ngãi: Sở văn hóa thông tin. OCLC 605998740.
- Võ Nguyên Giáp (2002). The General Headquarters in the Spring of Brilliant Victory: Memoirs. Hà Nội: Nhà xuất bản Thế giới. OCLC 469699685.
- Trần Tiến Cung (2011). Nguyễn Sĩ Long (biên tập). Quê hương và đồng đội: Hồi ký. Hà Nội: Nhà xuất bản Quân đội nhân dân. OCLC 778203359.